# Rüstkammer
Rüstkammer (pol. Zbrojownia, wcześniej Königliches Historisches Museum, Historisches Museum) – muzeum założone w 1932 roku w Dreźnie, część Staatliche Kunstsammlungen Dresden.
Rüstkammer jest ekspozycją zbiorów militariów i insygniów władzy elektorów saskich z dawnej zbrojowni książęcej. Do września 2012 r. znajdowała się w Zwingerze w salach gmachu Sempergalerie, obecnie jest prezentowana w Zamku Rezydencjonalnym.

## Niektóre eksponaty
- Kapelusz elektorski Jana Jerzego II z 1675 roku
- Kapelusz poświęcany Augusta III z 1726 roku
- Miecz elektorski Fryderyka I z 1425 roku
- Miecz elektorski Maurycego I z 1547 roku
- Miecze grunwaldzkie

## Galeria

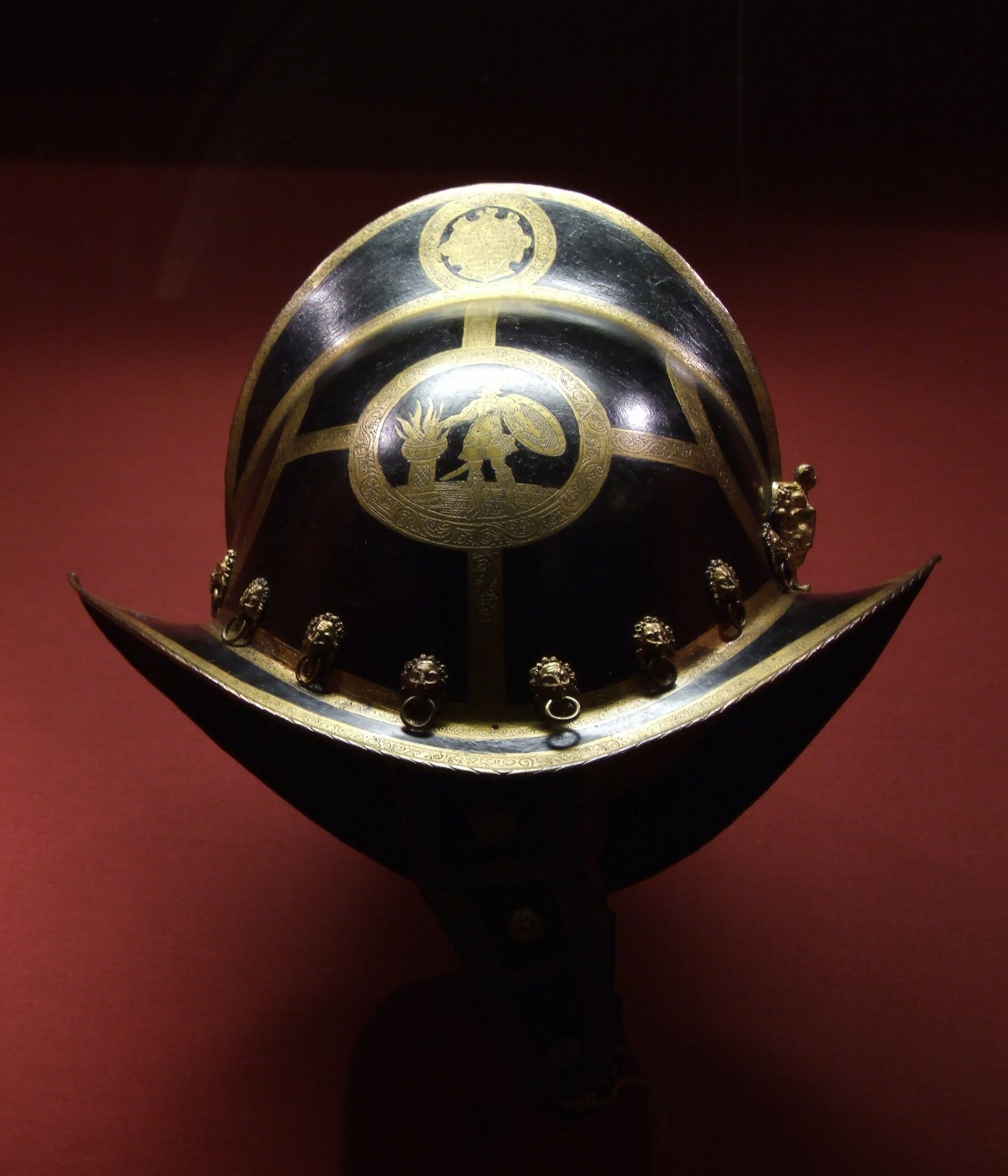
Morion
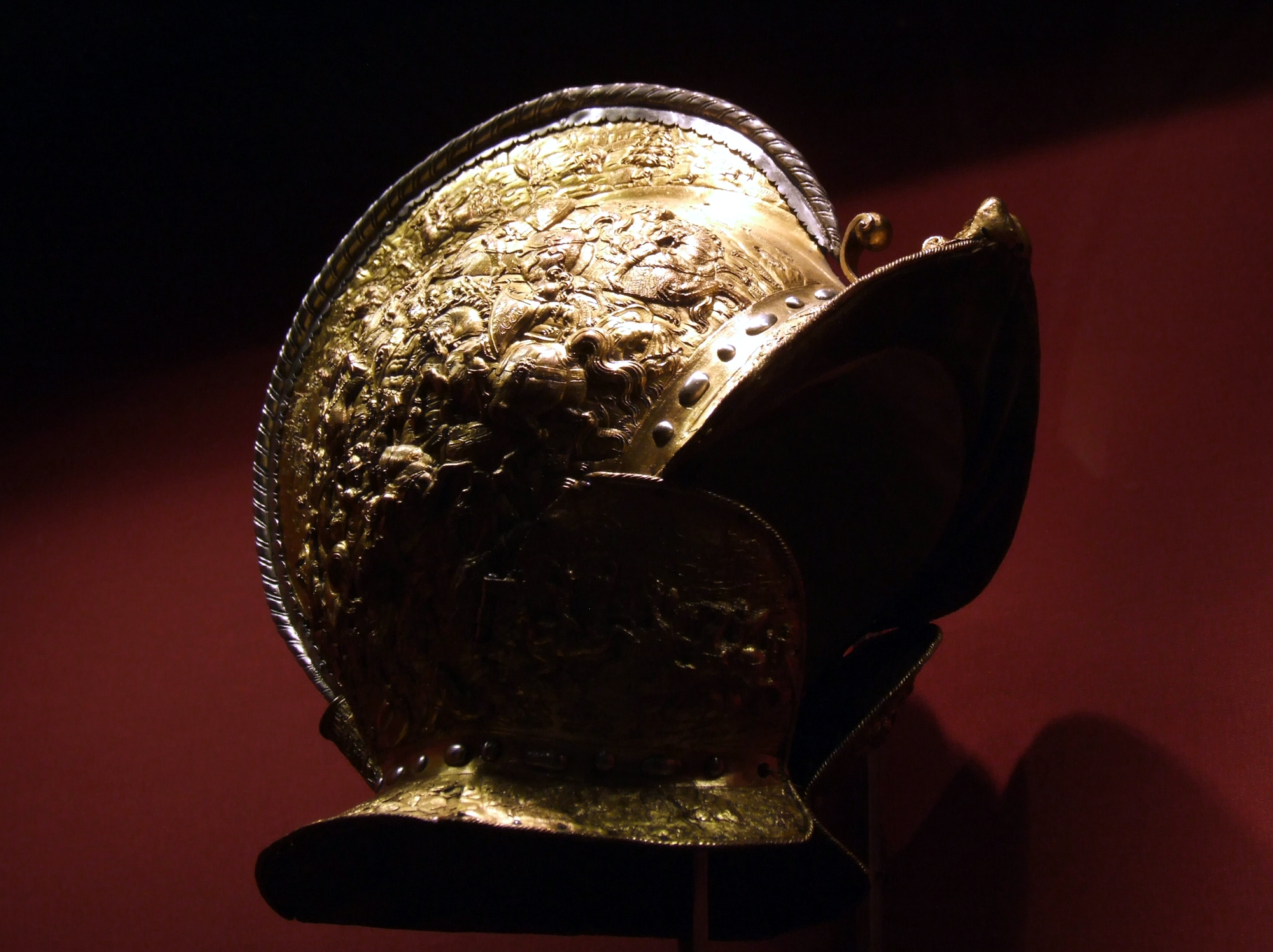
Burgonet
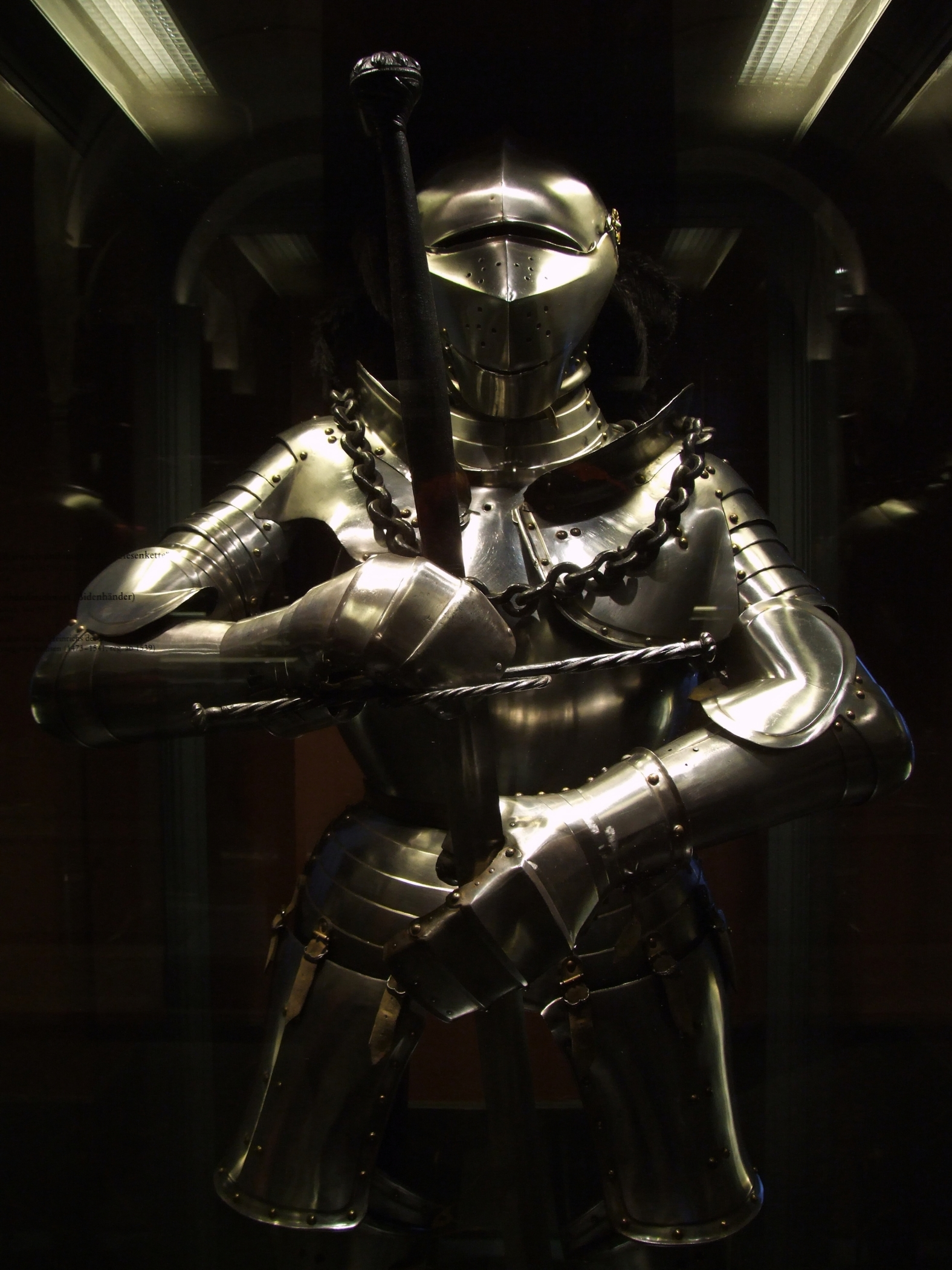
Niemiecka zbroja z XVI wieku
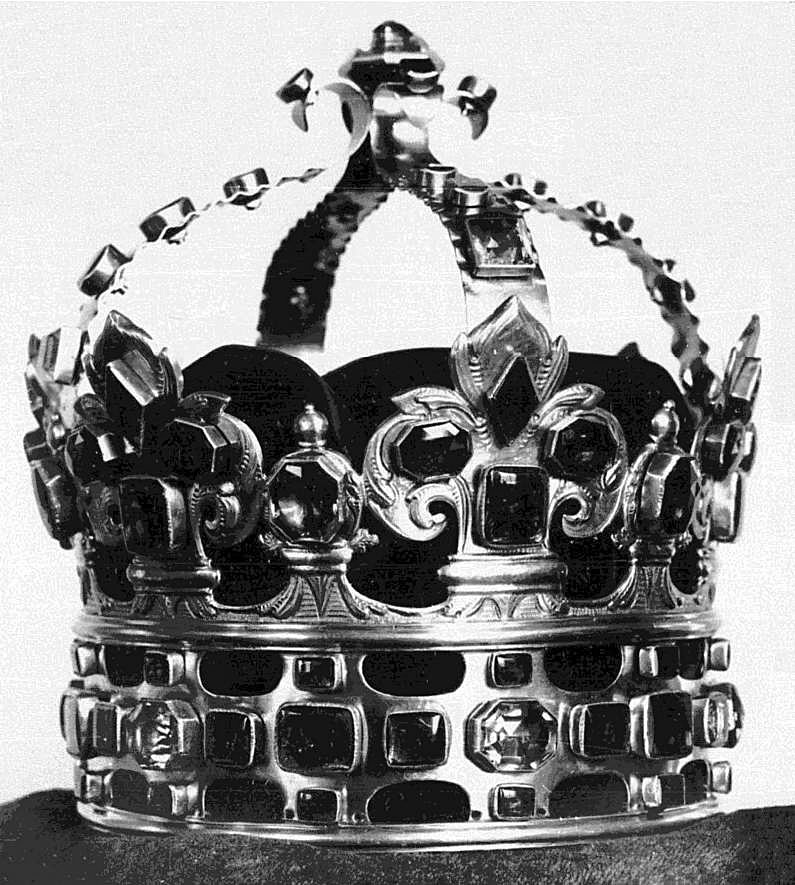
Korona Augusta II Mocnego